# 济水街道
济水街道，是中华人民共和国河南省济源市下辖的一个乡镇级行政单位。

## 行政区划
济水街道下辖以下地区：
西关社区、西街社区、南街社区、北街社区、东街社区、东庄社区、东园社区、狄庄社区、周园社区、源园社区、玉仙社区、滨河社区和迎春园社区。